# Selwyn Lloyd
John Selwyn Brooke Lloyd, baron Selwyn-Lloyd, CH PC CBE TD (28. července 1904 – 18. května 1978), spíše známý jako Selwyn Lloyd, byl britský konzervativní politik, který v letech 1955 až 1960 zastával funkci britského ministra zahraničních věcí. Následně v letech 1960 až 1962 působil jako ministr financí. V letech 1971 až 1976 byl předsedou Dolní sněmovny a v roce 1976 se stal členem Sněmovny lordů.